# Marcel Ziegl
Marcel Ziegl (Seewalchen am Attersee, 20 dicembre 1992) è un ex calciatore austriaco, di ruolo centrocampista.

## Carriera

### Club

#### L'esordio al Ried
Ha esordito nel 2008 con il Ried.

### Nazionale
Nel 2011 viene convocato nell'Under-20 per prendere parte al campionato mondiale di calcio Under-20.

## Palmarès

### Club

#### Competizioni nazionali
- Coppa d'Austria: 1

Ried: 2010-2011
- Erste Liga: 1

Ried: 2019-2020